# Kriegsordnung
Eine Kriegsordnung bezeichnet historisch eine militärische Schrift, die interne und damit auch teilweise geheime Informationen über verschiedene Aspekte eines Heers beinhaltet, so unter anderem über deren Kriegsführung, Hierarchie, Ökonomie und Organisation, über Feldlager, zu Rechten, Pflichten und Besoldung der Angehörigen der Armee und auch zu juristischen Fragen wie der Durchführung von Kriegsprozessen.